# 제4항공단 (항공자위대)
제1항공단(일본어: 第1航空団 다이이치코쿠단[*], 영어: 1st Air Wing)는 항공자위대의 마쓰시마 기지에 있는 항공단이다.

## 역사
1958년 2월 16일, 마쓰시마 기지에서 비행교육집단 소속 제4항공단으로 창설되었다. 11월 1일, 하마마쓰 기지에 있는 제1항공단의 제5비행대가 마쓰시마 기지로 이사하고 제4항공단으로 전속하였다.
1960년 7월 1일, 중부항공방면대로 전속하면서, 제5항공단의  제7비행대를 전속받았다. 10월 29일, 제8비행대가 창설되었다.
1961년 2월 1일, 제9비행대가 창설되었다. 6월 11일, 제8비행대가 고마쓰 기지로, 제9비행대는 제7항공단로 전속하였다.
1962년 7월 15일, 제8비행대가 제6항공단로 전속하였다.
1963년 3월 5일, 제2항공단의 제3비행대가 지토세 기지에서 마쓰시마 기지로 아사하고 제4항공단으로 전속하였다.
1964년 2월 1일, 제3비행대가 제81항공대로 전속하였다.
1971년 7월 1일, 제5비행대가 해체되었다.
1973년 8월 23일, 제2항공단이 중부항공방면대 비행교육집단으로 전속하고 항공단 밑에 제35비행대가 창설되었다.
1976년 10월 1일, T2를 운용하는 제21비행대
1977년 7월 1일, 제7비행대가 해체되었다.
1978년 4월 5일, 제22비행대가 창설되었다.
1979년 4월 1일, 제35비행대가 하마마쓰 기지로 건너가 제1항공단으로 전속하였다.
1982년 1월 12일, 하마마스 기지에 주둔하고 있는 제1항공단의 제35비행대 소속 전술연구반 "블루 임펄스"가 F-86에서 T-2로 운용하는 기종을 바꾸고, 제21비행대로 전속하였다.
1995년 12월 22일, 제21비행대의 전술연구반 "블루 임펄스"가 제11비행대로서 제4항공단  예하부대로 독립하였다.
2001년 3월 27일, 제22비행대가 해체되었다.
2002년 4월 1일, 미쓰비시 F-2가 배치되었고, 임시 F-2 교육비행대가 편성되었다.
2004년 3월 10일, T-2 운용을 끝내고 반납하였다. 3월 29일, 제21비행대는 F-2 교육비행대를 기반으로 재편성되었다.

## 부대
현재
- 제11비행대 "블루임펄스"
- 제21비행대, F-2 / T-4

이전
- 제5비행대; 1958년 11월 1일 ~ 1973년 8월 23일
- 제7비행대; 1960년 7월 10일 ~ 년 월 일
- 제8비행대; 1960년 10월 29일 ~ 1962년 7월 15일
- 제9비행대; 1961년 2월 1일 ~ 1961년 6월 11일

## 기록

### 계보
- 1955년 12월 1일, 航空団 →항공단
- 1956년 10월 1일. 第1航空団 →제1항공단

### 소속
- 비행교육집단, 1958년 2월 16일
- 중부항공방면대, 1960년 7월 1일
- 비행교육집단, 1973년 8월 23일

### 항공기
- 록히드 F-86 모델 F, 1958년 2월 16일 ~ 1997년 7월 1일
- 미쓰비시 T-2, ? ~ 2004년 3월 10일
- 록히드 T-33 모델 A, ? ~ 1979년 4월
- 미쓰비시 F-2, 2002년 4월 1일 ~ 현재